# 庄内社会教育事業センター
株式会社庄内社会教育事業センター（しょうないしゃかいきょういくじぎょうセンター）は、山形県酒田市に本社を置いていたケーブルテレビ局である。酒田市内をエリアとするため呼称は、酒田ケーブルテレビとしていた。

## 概要
酒田南高等学校などを経営する天真林昌学園が清水屋百貨店で展開していた文化講座をケーブルテレビで放映することを構想し1980年頃から準備に着手、1982年8月に市内のニュースや社会教育講座の放映を目的として設立。1983年に放送事業が許可され、当初は服部敬雄山形放送社長が反発したこともあり地元民放からの再送信の同意を得られず自主放送のみを展開することとし、1985年1月1日には「庄内テレビ」の愛称で8チャンネル・10チャンネルで正式放送を開始、再放送を中心に教育関連などの自主放送を放映していた。10月には経営悪化により中央テレビ共聴や角川書店系のTSIの支援のもと事業計画の見直しを行い、「酒田ケーブルテレビ」の愛称に改め映画・音楽番組等を放映する8チャンネル「酒田テレビ総合」・子供向けアニメや中学生向け英語講座等を放送する10チャンネル「酒田テレビ教育」に再構築。
末期の時点では電波障害がある酒田市中心部などにNHKや民放の地上波などを再送信しており、総務省東北総合通信局によると、2017年頃の時点で加入者数は82世帯との報告を受けていた。
2020年1月、ケーブルテレビの業務を担っていた社長が死去。社長以外の取締役や従業員などはいないとみられ、株主の構成も不明である。法人登記手続きも12年以上行っていなかったため、2019年12月11日付で休眠会社扱いとなり、みなし解散となっている。清算人も不在となっている。
一方で2019年11月27日には放送法第139条に基づき、東北総合通信局による立入検査を受け、無許可で伝送路などの電気通信設備を変更していたことや放送設備の維持について技術基準に適合していないことが判明。視聴者保護の観点から同年12月26日付けで同局から行政指導を受けていた。
行政指導から3日後の2019年12月29日、本社と放送設備を置いていたパイレーツビルが全館において、原因不明の停電が発生した。老朽化が激しいこともあり、ビルの建物所有者（千葉県松戸市）も復旧工事に着手していないため、同日から再送信できない状態が続いていた。その後、パイレーツビルは2022年に解体され跡地にはサンフロンティアホテルマネジメントによるホテル開発が計画されている。
東北総合通信局では清算人などが放送業務登録の休止や廃止手続きを行わない場合、2020年12月末で自動的に取り消される予定としていたが、事業継続や清算に動く関係者が現れず、処分相手が不在という状態が続いているため、2021年1月時点でも放送業務登録の取り消しが出来ない事態となっている。

## サービスエリア
- 山形県酒田市旧市街エリア[1]